# Mario Benedetti
Mario Orlando Hardy Hamlet Brenno Benedetti Farrugia (Paso de los Toros, Tacuarembó, Uruguay, 14 de septiembre de 1920-Montevideo, ibíd., 17 de mayo de 2009), conocido como Mario Benedetti, fue un escritor uruguayo, integrante de la Generación del 45, uno de los más reconocidos en la lengua española.
Su prolífica producción literaria de más de ochenta libros incluye cuento, novela, poesía, ensayo, canción, teatro y crítica cinematográfica. Algunos de sus libros fueron traducidos a más de veinte idiomas y le otorgaron numerosos premios y reconocimientos, entre ellos el Premio Reina Sofía de Poesía Iberoamericana, el Gran Premio Nacional a la Actividad Intelectual de su país, cinco doctorados honoris causa y el nombre del asteroide (5346) 1981 QE3. 
En su testamento dejó creada la Fundación Mario Benedetti para preservar su obra y apoyar la literatura y la lucha por los derechos humanos en Uruguay (en especial el esclarecimiento del paradero de los detenidos desaparecidos de ese país).

## Biografía

### Primeros años
Mario Benedetti nació el 14 de septiembre de 1920 en Paso de los Toros, departamento de Tacuarembó, República Oriental del Uruguay. Residió en esa ciudad junto a su familia durante los primeros dos años de vida. La familia, sin embargo, se trasladó a Tacuarembó por asuntos de negocios. Tras haber sido víctimas de una estafa allí, la familia se trasladó a Montevideo, cuando Benedetti contaba con cuatro años de edad. Inició sus estudios primarios en 1928, en el Colegio Alemán de Montevideo, de donde se retiró en 1933, e ingresó al Liceo Héctor Miranda por un año para cursar sus estudios secundarios, pero por problemas económicos tuvo que continuarlos de manera libre. Desde los catorce años trabajó en la empresa Will L. Smith, S. A., de repuestos para automóviles, y luego se desempeñó en múltiples oficios para ganarse la vida (recadero, empleado en una inmobiliaria, taquígrafo, funcionario público). El 23 de marzo de 1946 contrajo matrimonio con Luz López Alegre, quien fue su cónyuge hasta el fallecimiento de ella, en 2006.
Entre 1938 y 1941, residió casi continuamente en Buenos Aires, Argentina.

### Inicios literarios
Benedetti dirigió en 1948 la revista literaria Marginalia, y publicó el libro de ensayos Peripecia y novela ese mismo año. En 1945 se integró al equipo de redacción del semanario Marcha —en donde permaneció hasta 1974, año en que este fue clausurado por el gobierno de facto de Juan María Bordaberry. En 1954, Benedetti fue nombrado director literario del semanario.
A partir del año 1950 fue miembro del consejo de redacción de Número, una de las revistas literarias más destacadas de la época. Además, participó activamente en el movimiento contra el Tratado Militar con los Estados Unidos, en su primera acción como militante político. Ese mismo año obtuvo el Premio del Ministerio de Instrucción Pública por su primera compilación de cuentos, Esta mañana —Benedetti fue ganador del galardón en repetidas ocasiones hasta 1958, cuando renunció sistemáticamente a él por discrepancias con su reglamentación.
En 1964 Benedetti trabajó como crítico de teatro y codirector en la página literaria semanal Al pie de las letras del diario La Mañana. Colaboró además como humorista en la revista Peloduro, con el seudónimo de Damocles, y escribió crítica de cine en La Tribuna Popular. Asimismo, viajó a Cuba para participar en el jurado del concurso Casa de las Américas, participó en el encuentro sobre Rubén Darío y viajó a México para participar en el II Congreso Latinoamericano de Escritores. En 1966 participó de la coproducción argentino-brasileña La ronda de los dientes blancos, dirigida por Ricardo Alberto Defilippi, que nunca fue estrenada comercialmente.
Participó en el Congreso Cultural de La Habana con la ponencia Sobre las relaciones entre el hombre de acción y el intelectual, y se volvió miembro del Consejo de Dirección de Casa de las Américas. En 1968 fundó y dirigió el Centro de Investigaciones literarias de Casa de las Américas, cargo en el cual se mantuvo hasta 1971.
Junto a un grupo de ciudadanos cercanos al Movimiento de Liberación Nacional-Tupamaros, participó en 1971 en la fundación del Movimiento de Independientes 26 de Marzo, una agrupación que pasó a formar parte de la coalición de izquierdas Frente Amplio desde sus orígenes. Benedetti, además, fue representante del Movimiento de Independientes 26 de Marzo, en la Mesa Ejecutiva del Frente Amplio desde 1971 a 1973; experiencia que dejó plasmada en los libros Crónicas del 71 (1972) y Terremoto y después (1973). Sin embargo, esta alternativa se vio frustrada por un golpe de Estado que instauró en Uruguay una dictadura cívico-militar. Fue también nombrado director del Departamento de Literatura Hispanoamericana en la Facultad de Humanidades y Ciencias de la Universidad de la República, de Uruguay.

### Exilio
Tras el golpe de Estado en Uruguay de 1973, Benedetti renunció a su cargo en la universidad, pese a que fue elegido para integrar el claustro. Por sus posiciones políticas abandonó Uruguay, partiendo al exilio en Buenos Aires, Argentina. Posteriormente se exilió en Perú, donde fue detenido, deportado y amnistiado, para luego instalarse en Cuba, desde agosto de 1975 hasta finales de 1979. Allí, entre las ciudades de La Habana y Alamar, escribió los libros Con y sin nostalgia (1977), Pedro y el Capitán (1979) y Cotidianas (1979) —de este último libro se desprendió el poema Me voy con la lagartija, el cual versa sobre importantes dirigentes tupamaros presos en Uruguay. Al año siguiente, Benedetti residió en Madrid y posteriormente en la isla de Mallorca.
La versión cinematográfica de su novela La tregua, dirigida por Sergio Renán, fue nominada a la cuadragésimo séptima versión de los Premios Óscar en 1974, en la categoría de mejor película extranjera. Sin embargo, el premio, entregado en la ceremonia del 8 de abril de 1975, se lo adjudicó la película italiana Amarcord.
En 1976 regresó a Cuba, esta vez como exiliado, y se reincorporó al Consejo de Dirección de Casa de las Américas. En 1980 se trasladó a Palma de Mallorca. Dos años más tarde inició su colaboración semanal en las páginas de Opinión del diario El País, de España. El mismo año el Consejo de Estado de Cuba le concedió la Orden Félix Varela. En 1983 trasladó su residencia a Madrid.
Durante su exilio publica dos de sus mejores poemarios: Poemas de otros (1974) y La casa y el ladrillo (1977). Además, durante esos años publicó una de sus novelas más conocidas: Primavera con una esquina rota.

### Regreso a Uruguay
Benedetti regresó a Uruguay en marzo de 1985, iniciando el autodenominado período de «desexilio», que fue motivo de muchas de sus obras. Fue entonces nombrado miembro del consejo editor del nuevo semanario Brecha, que dio continuidad al proyecto de Marcha, interrumpido en 1974.
En 1985 el cantautor Joan Manuel Serrat grabó el disco El sur también existe, sobre poemas de Benedetti, contando con su colaboración personal.
Entre 1987 y 1989 integró la Comisión Nacional Pro Referéndum, constituida para revocar la Ley de Caducidad de la Pretensión Punitiva del Estado, promulgada en diciembre de 1986 para impedir el juicio de los crímenes cometidos durante la dictadura militar en Uruguay (1973-1985).
En 1986 recibió el Premio Jristo Botev de Bulgaria, por su obra poética y ensayística. En 1987 fue galardonado en Bruselas con el Premio Llama de Oro de Amnistía Internacional por su novela Primavera con una esquina rota, y en 1989 fue condecorado con la Medalla Haydé Santamaría por el Consejo de Estado de Cuba.

### Últimos años
Benedetti participó en la película llamada El lado oscuro del corazón, una producción argentino-canadiense, estrenada el 21 de mayo de 1992, donde se lo puede ver recitando sus poemas en alemán. Benedetti recibió el 30 de noviembre de 1996 el Premio Morosoli de Plata de Literatura, entregado por la Fundación Lolita Rubial, de Minas, Uruguay. En esa ocasión, fue destacado por su obra narrativa. El mismo año, junto a otros cincuenta escritores, fue distinguido por el Gobierno de Chile con la Orden al Mérito Docente y Cultural Gabriela Mistral.
En mayo de 1997 fue investido con el título doctor honoris causa por la Universidad de Alicante y unos días más tarde, el 11 de junio, por la Universidad de Valladolid. El 30 de septiembre del mismo año fue galardonado con el Premio León Felipe, en mención a los valores cívicos del escritor. Además, fue investido en diciembre como doctor honoris causa en Ciencias Filológicas de la Universidad de La Habana.
El 31 de mayo de 1999 fue galardonado con el VIII Premio Reina Sofía de Poesía Iberoamericana, dotado con 6 000 000 ₧. La Fundación Cultural y Científica Iberoamericana José Martí le concedió el 29 de marzo de 2001 el I Premio Iberoamericano José Martí. El 19 de noviembre de 2002 fue nombrado ciudadano ilustre por la Intendencia de Montevideo, en una ceremonia encabezada por el entonces intendente Mariano Arana.
En 2004 se le concedió el Premio Etnosur, y ese mismo año se presentó por primera vez en Roma un documental sobre su vida y poesía, titulado Mario Benedetti y otras sorpresas. El documental, que fue escrito y dirigido por Alessandra Mosca y protagonizado por Benedetti, fue patrocinado por la Embajada de Uruguay en Italia. El documental participó en el Festival Internacional del Nuevo Cine Latinoamericano de La Habana, en el XIX Festival del Cinema Latinoamericano di Trieste y en el Festival Internacional de Cine de Santo Domingo. Un año después, en 2005, Benedetti presentó el poemario Adioses y bienvenidas. En la ocasión también se exhibió el documental Palabras verdaderas, de Ricardo Casas. El 7 de junio de 2005 se otorgó el XIX Premio Internacional Menéndez Pelayo, consistente en 48 000 € y la Medalla de Honor de la Universidad Internacional Menéndez Pelayo. 
Benedetti repartía entonces su tiempo entre sus residencias de Uruguay y España, atendiendo a sus múltiples obligaciones y compromisos. Después del fallecimiento de su esposa Luz López, el 13 de abril de 2006, víctima de la enfermedad de Alzheimer, Benedetti se trasladó definitivamente a su residencia en el barrio Centro de Montevideo, Uruguay. Con motivo de su traslado, el escritor donó parte de su biblioteca personal en Madrid, al Centro de Estudios Iberoamericanos Mario Benedetti de la Universidad de Alicante. La Fundación Lolita Rubial volvió a condecorar a Benedetti el 25 de noviembre de 2006, con el Premio Morosoli de Oro.
El 18 de diciembre de 2007, en la sede del Paraninfo de la Universidad de la República, en Montevideo, Benedetti recibió de manos de Hugo Chávez la Condecoración Francisco de Miranda; la más alta distinción que otorga el gobierno de Venezuela por su aportación a la ciencia, la educación y al progreso de los pueblos. Ese mismo año recibió la Orden de Saurí, Primera Clase, por sus servicios prestados a la literatura. Ese mismo año, recibió el Premio ALBA, otorgado por Venezuela.
En los últimos diez años de su vida, debido al asma y por recomendación médica, el escritor alternó su residencia en España —en el barrio de la Prosperidad—, con la de Uruguay, tratando de evitar el frío. Sin embargo, al agravarse su estado de salud permaneció en Montevideo.
En uno de sus últimos libros, Canciones del que no canta, Benedetti aludió a su historia personal: «No fue una vida fácil, francamente».[cita requerida]
En abril de 2009, tras su internamiento en Montevideo, se organizó por iniciativa de Pilar del Río (esposa del escritor José Saramago) una Cadena de Poesía mundial para apoyarlo.

### Muerte y legado
El 17 de mayo de 2009, poco después de las 18:00, Benedetti falleció en su casa de Montevideo, a los ochenta y ocho años de edad. El Palacio Legislativo fue designado como el sitio de su velatorio. En el marco de este hecho, el gobierno uruguayo decretó duelo nacional y dispuso que su velatorio se realizara con honores patrios en el Salón de los Pasos Perdidos del Palacio Legislativo desde las 9:00 del lunes 18 de mayo. Su cortejo fúnebre fue encabezado por integrantes de la Federación de Estudiantes Universitarios del Uruguay y la Central de Trabajadores (PIT-CNT) entre otras personalidades y amigos del escritor, y cientos de ciudadanos. Fue sepultado en el Panteón Nacional del Cementerio Central de Montevideo.
Pocos años después de su muerte, el reconocimiento de la obra de Benedetti retornó con fuerza. En España, el Instituto Cervantes ha organizado un congreso internacional a celebrarse en Alicante en 2020. En Uruguay, la Fundación Mario Benedetti organizó una exposición de cuadros y dos charlas. Además, las redes sociales son un escenario en donde los versos de Benedetti se repiten de manera continua.

## Obra
Su extensa obra abarcó los géneros narrativos, dramáticos y poéticos. Asimismo, fue autor de ensayos y su voz recitando sus poemas fue grabada en varios casetes y CD's en compañía de Daniel Viglietti o en solitario.
Joan Manuel Serrat musicalizó varios de sus poemas en el disco El sur también existe. También la argentina Nacha Guevara cantó sus poemas en el disco Nacha Guevara canta a Benedetti.

### Cuento
- Esta mañana (1949)
- Montevideanos (1959)
- La muerte y otras sorpresas (1968)
- Con y sin nostalgia (1977)
- Geografías (cuentos y poemas, 1984)
- Despistes y franquezas (1989)
- Buzón de tiempo (1999)
- El porvenir de mi pasado (2003)

### Novela
- Quién de nosotros  (1953)
- La tregua (Alfa, 1960)
- Gracias por el fuego (Alfa, 1965)
- El cumpleaños de Juan Ángel (Siglo XXI Editores, 1971)
- Primavera con una esquina rota (Nueva Imagen, 1982)
- La borra del café (Arca, 1992)
- Andamios (1996)

### Poesía
- La víspera indeleble (1945)
- Sólo mientras tanto (Número, 1950)
- Poemas de la oficina (Número, 1956)
- cuando éramos niños (1964)
- Poemas del hoyporhoy (Alfa, 1961)
- Inventario uno (primera edición, 1963)
- Noción de patria (Editorial Nueva Imagen, 1963)
- Próximo prójimo (Editorial Nueva Imagen, 1965)
- Contra los puentes levadizos (Alfa, 1966)
- A ras de sueño (1967)
- Quemar las naves (1968)
- Letras de emergencia (Editorial Nueva Imagen, 1973)
- Poemas de otros (1974)
- La casa y el ladrillo (1977)
- Cotidianas (1979)
- Inventario uno (ed. aumentada, Editorial Nueva Imagen, 1980)
- Viento del exilio (Editorial Nueva Imagen, 1981)
- Antología poética (Casa de las Américas, 1984)
- Geografías (cuentos y poemas, 1984)
- Inventario uno (ed. aumentada, Seix Barral, 1985)
- Preguntas al azar (Arca, 1986)
- Yesterday y mañana (Arca, 1987)
- Despistes y franquezas (1989)[18]
- Las soledades de Babel (Arca, 1991)
- Inventario dos (Seix Barral, 1994)
- El olvido está lleno de memoria (1995)
- El amor, las mujeres y la vida (compilación de poemas de amor, 1995)
- Corazón coraza y otros poemas (compilación, Editorial Planeta, 1997)
- La vida, ese paréntesis (1998)
- Rincón de haikus (Editorial Cal y Canto, 1999)
- Acordes cotidianos (compilación de poemas y fragmentos de sus novelas, 2000)
- El mundo que respiro (2000)
- Inventario tres (Seix Barral, 2002)
- Insomnios y duermevelas (2002)
- Existir todavía (2003)
- Defensa propia (2004)
- 50 sonetos (Editorial Cal y Canto, 2004)
- Adioses y bienvenidas (2005)
- Nuevo rincón de haikus (Editorial Cal y Canto, 2006)
- Canciones del que no canta (2006)
- Testigo de uno mismo (2008)
- Biografía para encontrarme (ed. póstuma de la Fundación Benedetti, Seix Barral, 2010)

### Ensayo
- Peripecia y novela (1948)
- Marcel Proust y otros ensayos (Número, 1951)
- El país de la cola de paja (Arca, 1960)
- Literatura uruguaya siglo XX (1963)
- Genio y figura de José Enrique Rodó (Eudeba, 1966)
- Letras del continente mestizo (Arca, 1967)
- Sobre artes y oficios (Alfa, 1968)
- Crítica cómplice (Alianza Tres, 1971)
- El escritor latinoamericano y la revolución posible (Editorial Nueva Imagen, 1974)
- Daniel Viglietti (Ediciones Júcar, 1974)
- Notas sobre algunas formas subsidiarias de la penetración cultural (1979)
- El recurso del supremo patriarca (Editorial Nueva Imagen, 1979)
- Cultura entre dos fuegos (1986)
- Subdesarrollo y letras de osadía (Alianza Editorial, 1987)
- La cultura, ese blanco móvil (Editorial Nueva Imagen, 1989)
- La realidad y la palabra (Ediciones Destino, 1991)
- 45 años de ensayos críticos (Editorial Cal y Canto, 1994)
- Poetas de cercanías (Editorial Cal y Canto, 1994)
- El ejercicio del criterio (1995)
- Poesía, alma del mundo (Editorial Visor, 1999)
- Memoria y esperanza (2004)
- Vivir adrede (prosa breve, Seix Barral, 2007)

### Periodismo
- Mejor es meneallo (1961)
- Cuaderno cubano (Arca, 1969)
- África 69 (Marcha, 1969)
- Crónicas del 71 (1971)
- Los poetas comunicantes (Marcha, 1972)
- Terremoto y después (Arca, 1973)
- El desexilio y otras conjeturas (Editorial Nueva Imagen, 1984)
- Escritos políticos (1971-1973) (Arca, 1986)
- Perplejidades de fin de siglo (1993)
- Articulario desexilio y perplejidades (1994)
- Daniel Viglietti, desalambrando (2007)

### Drama
- Pedro y el Capitán (Santillana, 1979)

### Crítica cinematográfica
Benedetti se caracterizó por ser un crítico de cine duro y, en ocasiones, lapidario. Si bien sus críticas fueron pocas, estuvieron a la altura de los grandes de la época de oro: Homero Alsina Thevenet, Emir Rodríguez Monegal, Hugo Alfaro, José Carlos Álvarez, Hugo Rocha, Gastón Blanco, Jorge Ángel Arteaga, Giselda Zani, Antonio Larreta y Manuel Martínez Carril. De esa producción se puede señalar una recopilación:
- Notas perdidas. Sobre literatura, cine, artes escénicas y visuales, 1948-1965 (ed. póstuma de la Fundación Benedetti, Editorial Universidad de la República, 2014)

### Canciones
- Canciones del más acá (1988)

#### En solitario
- Poemas de la oficina (Alfa, 1960)
- Inventario (Arca, 1969)
- Quemar las naves (Fol-def, 1969)
- Déjanos caer / Familia Iriarte (Voz Viva de América Latina, Universidad Nacional Autónoma de México, 1978)
- La palabra viviente (Contiene poemas de su libro "Preguntas al azar", Universidad de la República, 1986)
- Inventario 1950-1975 (Ayuí / Tacuabé a/e93k y ae93cd. Edición en casete de 1991 y en CD de 2002)
- Inventario 1976-1985 (Ayuí / Tacuabé a/e94k y ae94cd. Edición en casete de 1991 y en CD de 2002)
- Inventario 1986-1990 (Ayuí / Tacuabé a/e95k y ae95cd. Edición en casete de 1991 y en CD de 2002)
- Benedetti lee a Benedetti (Seix Barral, 1993)
- Cuentos escogidos (Alfaguara, 1995)
- El amor, las mujeres y la vida (Alfaguara. Cd que acompañó la edición del libro recopilatorio homólogo, 1995)
- Poesía con los jóvenes (Cd que acompañó la edición del libro recopilatorio homólogo. 1996)
- Inventario 1991-2003 (Ayuí / Tacuabé ae275cd. 2004)

#### Con Daniel Viglietti
- A dos voces vol. I (Orfeo SCO 90749. 1985)
- A dos voces vol. II (Orfeo SCO 90861. 1987)
- A dos voces (Visor Libros, S.L. / Alfaguara. 1994)
- A dos voces I y II (Orfeo CDO 047-2. Reedición en CD de los dos primeros álbumes de Orfeo. 1994)
- A dos voces (Ayuí / Tacuabé ae238cd)

## Adaptaciones cinematográficas
- Dale nomás (1974). Su cuento El olvido fue uno de los relatos en que basó el guion del filme de Osías Wilenski.
- La tregua (1974). Basada en su novela homónima. Dirigida por Sergio Renán y protagonizada por Héctor Alterio y Ana María Picchio.
- Pedro y el Capitán (1984). Basada en su drama teatral homónimo. Dirigida por Juan E. García y protagonizada por Humboldt Ribeiro y Rubén Yáñez.
- Gracias por el fuego (1984). Basada en su novela homónima. Dirigida por Sergio Renán.
- La tregua (2003). Basada en su novela homónima. Dirigida por Alfonso Rosas Priego hijo y protagonizada por Gonzalo Vega y Adriana Fonseca.

## Reconocimientos

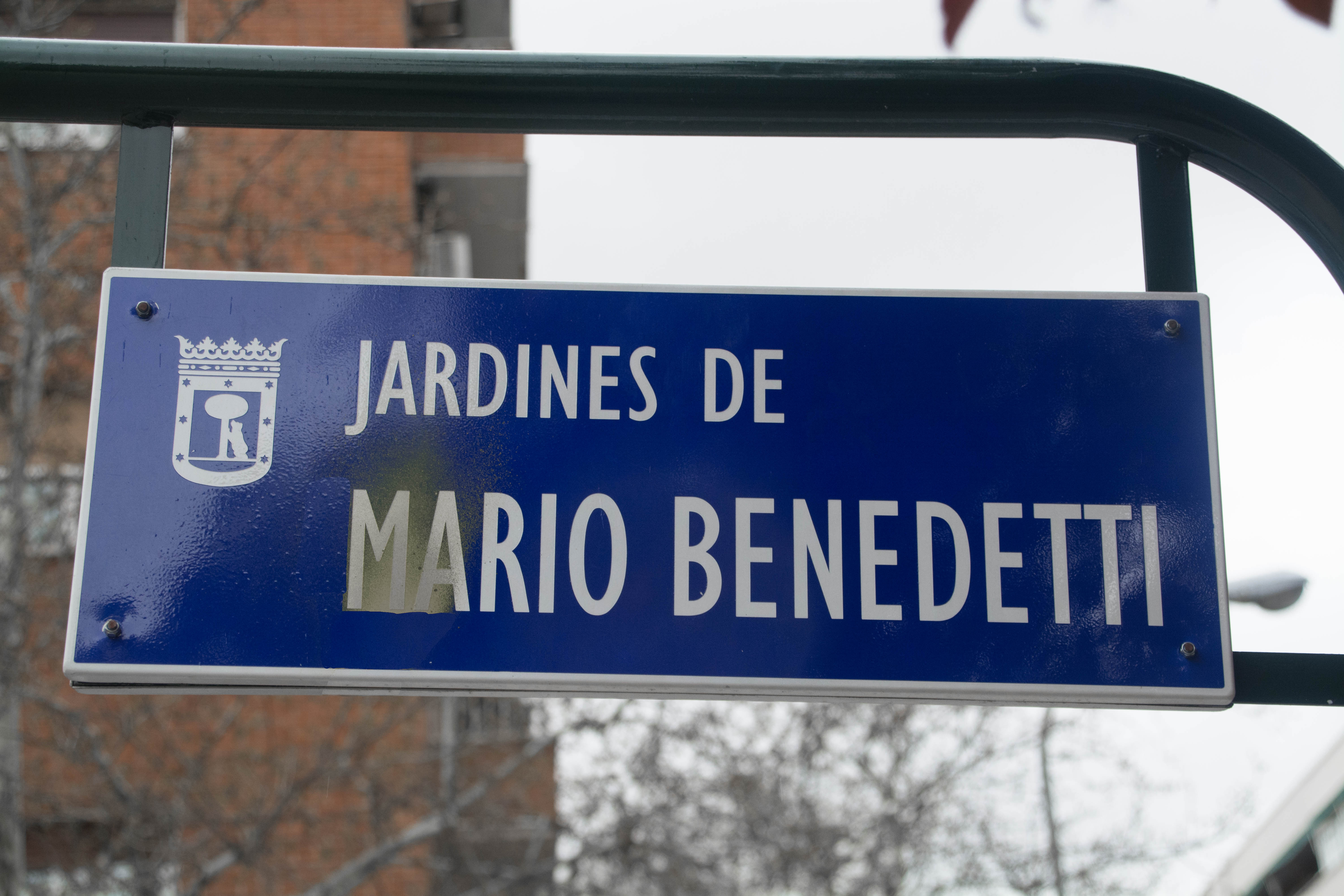
Señalización de los Jardines de Mario Benedetti, en Madrid, España.

- 1982, recibe la Orden Félix Varela por parte del Consejo de Estado de Cuba.
- 1987, Premio Llama de Oro a su novela Primavera con una esquina rota, otorgado por Amnistía Internacional en Bruselas.
- 1982, recibe la Medalla Haydée Santamaría por parte del Consejo de Estado de Cuba.
- 1993, es designado Profesor Honorario por la Universidad de Buenos Aires, Argentina.
- 1995, Medalla Gabriela Mistral, Chile.
- 1996, Premio Especial Bartolomé Hidalgo a su obra ensayística, Uruguay.
- 1996, es designado Profesor Emérito en la Facultad de Humanidades y Ciencias, Uruguay.
- 1997, doctor honoris causa por la Universidad de La Habana, Cuba.
- 1997, doctor honoris causa por la Universidad de Valladolid, España.
- 1997, doctor honoris causa por la Universidad de Alicante, España.
- 1999, recibe la Orden de la Democracia en el grado Gran Cruz, por parte de la Cámara de Representantes de Colombia.
- 1999, Gran Premio Nacional a la Actividad Intelectual, Ministerio de Educación y Cultura, Uruguay.
- 1999, VIII Premio Reina Sofía de Poesía Iberoamericana, España.
- 2004, doctor honoris causa por la Universidad de la República, Uruguay.
- 2005, Medalla Pablo Neruda, Chile.
- 2005, Premio Internacional Menéndez Pelayo, Santander, España.
- 2005, Premio Alba en la categoría Letras y Orden Francisco de Miranda Primera Clase, Venezuela.
- 2008, doctorado honoris causa de la Universidad de Córdoba, Argentina.
- 2009, Nombramiento de Mario Benedetti como patrono de honor de la Biblioteca Virtual Miguel de Cervantes (póstumo).
- 2009, Designación del Liceo N°58 con el nombre de Mario Benedetti, Montevideo, Uruguay (póstumo).
- 2015, la ciudad de Madrid le dedicó unos jardines en el barrio de Prosperidad (póstumo).
- 2019, mural en Montevideo realizado por José Gallino.[20]
- 2021, el asteroide (5346) 1981 QE3 fue nombrado Benedetti en su honor.[21]